# Лосев, Иван Владимирович
Иван Владимирович Лосев (род. 26 января 1986 года в Броварах) — украинский спортсмен-легкоатлет, специализируется в спортивной ходьбе, мастер спорта Украины международного класса (2009). Серебряный призёр Универсиады в Казани.

## Биография
В 2008 году окончил Харьковскую академию физической культуры.
Участник 30-х Олимпийских игр 2012 в Лондоне, занял 47-е место. В том же году стал бронзовым призёром Кубка мира в команде на дистанции 20 км (Саранск, РФ), а через два года на этом же турнире в Тайцане, Китай, завоевал золото.
На летней Универсиаде 2013, которая проходила с 6 по 17 июня в Казани, Иван представлял Украину в двух дисциплинах и завоевал серебряную медаль вместе с Русланом Дмитренко, Игорем Главаном и Назаром Коваленко. В командных соревнованиях украинские спортсмены показали второй результат 4 часа 8 минут 9 секунд, уступив лишь россиянам (4:04:31), но существенно опередив команду Канады (4:20.35). В индивидуальных соревнованиях по спортивной ходьбе на 20 километров украинец стал восьмым (1:24:43).
В том же году завоевал серебро Кубка Европы в команде в Дудинце, Словакия. На чемпионате мира по лёгкой атлетике 2015 года в ходьбе на 20 км Лосев показал время 1 час 26 минут 32 секунды и стал 40-м.